# Katharina Bauer
Katharina Bauer (ur. 12 czerwca 1990 w Wiesbaden) – niemiecka lekkoatletka, tyczkarka.
Szósta zawodniczka mistrzostw świata juniorów młodszych w Ostrawie (2007). W 2013 zajęła 8. miejsce na halowych mistrzostwach Europy oraz była piąta na uniwersjadzie w Kazaniu. W 2014 bez awansu do finału startowała na mistrzostwach Europy w Zurychu. Nie zaliczyła żadnej wysokości w finale halowych mistrzostw Starego Kontynentu (2015).
Medalistka mistrzostw Niemiec.

## Osiągnięcia
| Rok  | Impreza                                 | Miejsce   | Lokata            | Wynik |
| ---- | --------------------------------------- | --------- | ----------------- | ----- |
| 2007 | Mistrzostwa świata juniorów młodszych   | Ostrawa   | 6. miejsce        | 3,95  |
| 2011 | Młodzieżowe mistrzostwa Europy          | Ostrawa   | –                 | NM    |
| 2013 | Halowe mistrzostwa Europy               | Göteborg  | 8. miejsce        | 4,22  |
| 2013 | Uniwersjada                             | Kazań     | 5. miejsce        | 4,30  |
| 2014 | Superliga drużynowych mistrzostw Europy | Brunszwik | 3. miejsce        | 4,40  |
| 2014 | Mistrzostwa Europy                      | Zurych    | el. – 17. miejsce | 4,25  |
| 2015 | Halowe mistrzostwa Europy               | Praga     | –                 | NM    |
| 2019 | Halowe mistrzostwa Europy               | Glasgow   | el. – 14. miejsce | 4,40  |
| 2019 | Mistrzostwa świata                      | Doha      | el. –             | NM    |

## Rekordy życiowe
- Skok o tyczce (stadion) – 4,65 (2015)
- Skok o tyczce (hala) – 4,60 (2015)